# World Chocolate Masters
El World Chocolate Masters (Mestres Xocolaters del Món, en anglès) és un concurs triennal mundial que valora el talent dels xocolaters. El concurs es va iniciar el 2005 amb la fusió dels respectius concursos "Le Grand Prix International de la Chocolaterie" (de Cacao Barry) i "International Belgium Chocolate Award" (de Callebaut), com a resultat de la fusió de les dues empreses el 1996.

## Llista de premiats
| Any  | Data i lloc             | Tema                            | Or               | Argent             | Bronze                 |
| ---- | ----------------------- | ------------------------------- | ---------------- | ------------------ | ---------------------- |
| 2022 | 29 - 31 oct., París     | #TMRW_TASTES_LOOKS_FEELS_LIKE   | Lluc Crusellas   | Antoine Carréric   | Nikolas Nikolakopoulos |
| 2018 | 31 oct. - 2 nov., París | Futropolis                      | Elias Läderach   | Yoann Laval        | Florent Cheveau        |
| 2015 | 28 - 30 oct., París     | Inspiration from nature         | Vincent Vallée   | Hisashi Onobayashi | Marijn Coertjens       |
| 2013 | 28 - 30 oct., París     | The Architecture of Taste       | Davide Comaschi  | Marike Van Beurden | Deniz Karaca           |
| 2011 | 19 - 21 oct., París     | Cocoa, the gift of Quetzalcoatl | Frank Haasnoot   | Yoshiaki Uezaki    | Palle Sørensen         |
| 2009 | 14 - 16 oct., París     | Haute couture                   | Shigeo Hirai     | Lionel Clement     | Michaela Karg          |
| 2007 | 20 - 22 oct., París     | National Myths and Legends      | Naomi Mizuno     | Yvonnick Le Maux   | Carmelo Sciampagna     |
| 2005 | 21 - 22 oct., Plaisir   | Surrealism                      | Paul De Schepper | Fabrizio Galla     | Kouichi Izumi          |